# Lady and the Tramp II: Scamp's Adventure
Lady and the Tramp II: Scamp's Adventure (literalment en català: La dama i el rodamón II: L'aventura de Scamp) és una pel·lícula d'animació estatunidenca de 2001, produïda per Walt Disney Television Animation. Es tracta de la seqüela de la pel·lícula de 1955 La dama i el rodamón, i va ser llançada directament en video i DVD.
Dirigida per Darrell Rooney i Jeannine Roussel, amb guió de Bill Motz, Bob Roth i Tom Rogers, explica la història dels dos protagonistes de la primera pel·lícula, Reina i Golf, que acaben de tenir quatre cadells. Un d'ells, Scamp, vol ser un gos de carrer, com el seu pare i passa tot d'aventures per aconseguir-ho.
La pel·lícula va rebre nominacions de l'Association Internationale du Film d'Animation (ASIFA) durant la 29a edició dels Premis Annie el 2001, de DVD Exclusive durant els DVD Exclusive Awards de 2001, i de l'Acadèmia de Cinema de Ciència-ficció, Fantasia i Terror pels Premis Saturn de 2002. L'actor Scott Wolf, que feia la veu d'Scamp, va guanyar el Video Premiere Award als DVD Exclusive Awards de 2001 a la millor interpretació de personatge d'animació.

## Repartiment
- Scott Wolf: Scamp
  - Roger Bart: Scamp (cançons)
- Alyssa Milano: Angel
  - Susan Egan: Angel (cançons)
- Chazz Palminteri: Buster
  - Jess Harnell: Buster (cançons)
- Jeff Bennett: el rodamón, Jock i Trusty, gossera
- Jodi Benson: la dama
- Bill Fagerbakke: Mooch
- Mickey Rooney: Sparky
- Cathy Moriarty: Ruby
- Bronson Pinchot: Francois
- Debi Derryberry i Kath Soucie: Annette, Danielle, i Collette
- Rob Paulsen: Otis
- Nick Jameson i Barbara Goodson: Jim Dear i Reina
- Andrew McDonough: Junior, fill de Jim Dear i Reina
- Tress MacNeille: la tieta Sara
- Mary Kay Bergman i Tress MacNeille: Si i Am
- Jim Cummings: Tony
- Michael Gough: Joe
- Frank Welker: Reggie
- April Winchell: Mrs. Mahoney[6]